# Taubenturm (Survilliers)
Koordinaten: 49° 5′ 45,5″ N, 2° 32′ 35,3″ O

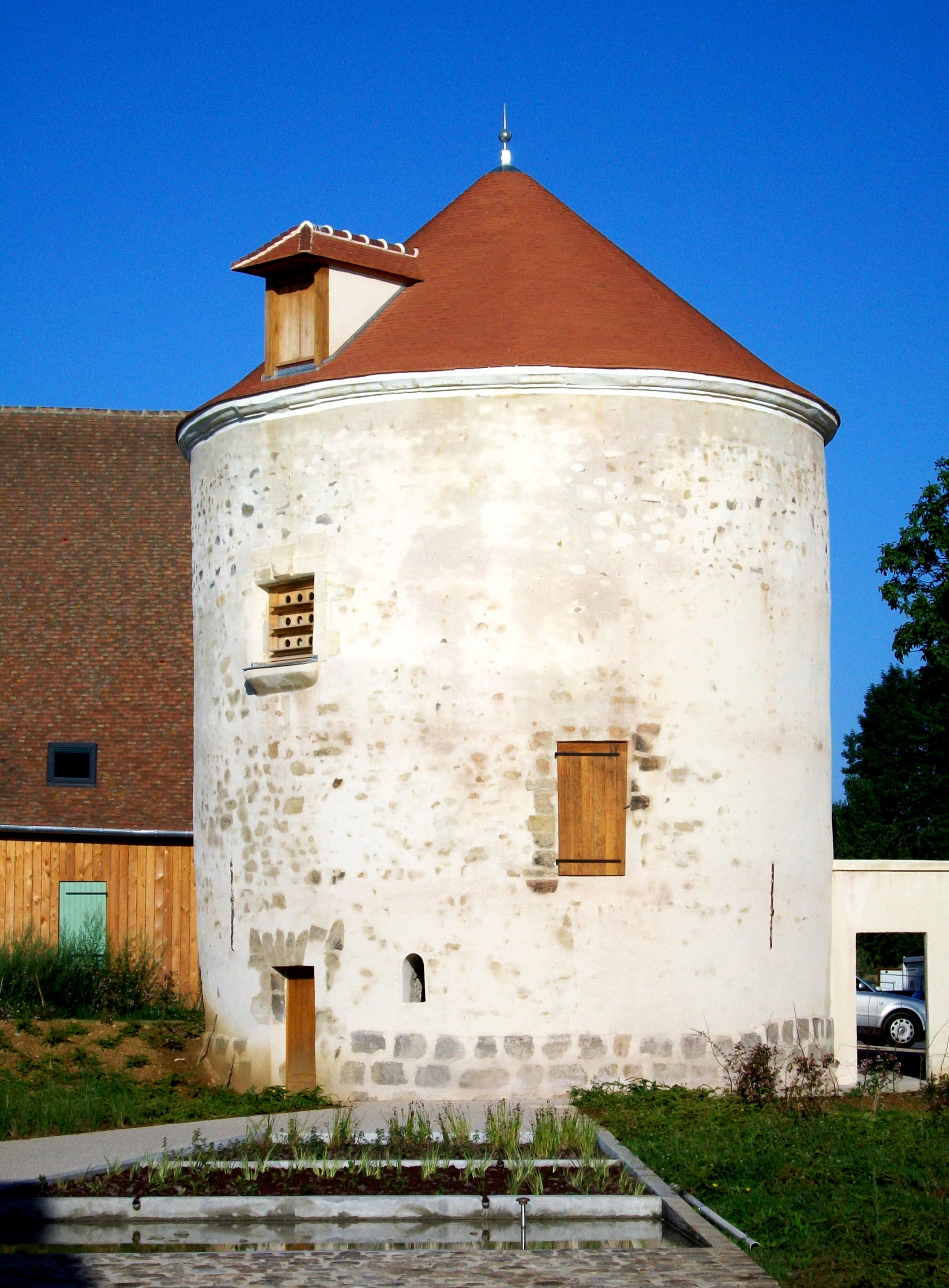
Taubenturm in Survilliers

Der Taubenturm (französisch colombier) in Survilliers, einer französischen Gemeinde im Département Val-d’Oise in der Region Île-de-France, wurde 1658 errichtet und im 18. Jahrhundert verändert. Der Taubenturm aus Bruchstein steht auf dem Gelände der ehemaligen Grande Ferme (Bauernhof) an der Grande rue. 
Der runde Taubenturm hat einen Durchmesser von circa sechs Metern. Das Erdgeschoss wird von einem Gewölbe überspannt, das von einer Mittelsäule getragen wird. An der Innenseite des Taubenschlags befanden sich circa 2500 Nester aus Lehm für die Tauben.